# Juan de Dios Aguirre
Juan de Dios Aguirre; (La Serena, 1793 - 1845). Sacerdote chileno, párroco de La Serena. En 1815, con motivo del sermón que predicó en la fiesta de San Pedro, le siguió proceso al alguacil mayor, que se permitió criticar un pasaje de aquel sermón, alusivo al rey de España.
Fue elegido Diputado por La Serena y Elqui (1825-1826). 
La municipalidad de Vicuña recomendó sus méritos al supremo gobierno en 1831 y al siguiente año comenzó a servir en la Parroquia de Carén.